# Another Page
| Recensione | Giudizio |
| ---------- | -------- |
| AllMusic   |          |

Another Page è il secondo album del cantautore statunitense Christopher Cross. Uscito nel 1983, tre anni dopo l'omonimo album d'esordio, non riuscì ad eguagliarne il successo. Tra gli hit contenuti nel disco, Think of Laura, No Time for Talk, e All Right. Nelle edizioni in CD e cassetta è presente come traccia bonus il singolo Arthur's Theme (Best That You Can Do).

## Tracce
Tutte le canzoni sono state composte da Christopher Cross, eccetto Deal 'Em Again, composta con Michael Maben.
1. No Time for Talk - 4:22
2. Baby Says No - 6:04
3. What Am I Supposed to Believe - 4:22
4. Deal 'Em Again - 3:10
5. Think of Laura - 3:22
6. All Right - 4:18
7. Talking in My Sleep - 3:34
8. Nature of the Game - 3:55
9. Long World - 3:32
10. Words of Wisdom - 5:52
11. Arthur's Theme (Best That You Can Do) - 3:52 (traccia bonus)

## Formazione
- Christopher Cross - voce, chitarra
- Karla Bonoff - voci
- Don Henley - voci, cori
- Art Garfunkel - voci
- Michael McDonald - voci
- J.D. Souther - voci
- Carl Wilson - voci
- Jay Graydon - chitarra
- Steve Lukather - chitarra
- Abraham Laboriel - basso
- Mike Porcaro - basso
- Andy Salmon - basso
- Steve Gadd - batteria
- Jeff Porcaro - batteria
- Tommy Taylor - batteria
- Tom Scott - sassofono
- Ernie Watts - sassofono
- Assa Drori - sintetizzatore
- Paulinho da Costa - percussioni
- Lenny Castro - percussioni
- Rob Meurer - synth, tastiera e percussioni
- Michael Omartian - voci, sintetizzatore, tastiere e percussioni

Produzione
- Produttore: Michael Omartian
- Esecuzione: Chet Himes
- Arrangiatori: Rob Meurer, Michael Omartian

## Classifiche

### Classifiche settimanali
| Classifica (1983) | Posizione massima |
| ----------------- | ----------------- |
| Australia         | 6                 |
| Austria           | 18                |
| Canada            | 23                |
| Francia           | 1                 |
| Germania          | 2                 |
| Giappone          | 1                 |
| Italia            | 5                 |
| Norvegia          | 7                 |
| Nuova Zelanda     | 9                 |
| Paesi Bassi       | 7                 |
| Regno Unito       | 4                 |
| Spagna            | 1                 |
| Stati Uniti       | 11                |
| Svezia            | 12                |
| Svizzera          | 2                 |

### Classifiche di fine anno
| Classifica (1983) | Posizione |
| ----------------- | --------- |
| Australia         | 34        |
| Francia           | 31        |
| Germania          | 33        |
| Giappone          | 15        |
| Italia            | 24        |
| Paesi Bassi       | 44        |
| Regno Unito       | 95        |